# Premiá de Dalt
Premiá de Dalt (oficialmente en catalán: Premià de Dalt) es un municipio de la provincia de Barcelona, Cataluña, España, situado en la comarca del Maresme, a unos 20 kilómetros de Barcelona. Cuenta con una población de 10 594 habitantes (INE 2024).

## Toponimia
Su nombre oficial hasta la década de 1980 fue el de San Pedro de Premiá.

## Geografía
Premiá de Dalt está situado en un pequeño valle de la cordillera Litoral, orientado al mar. Limita con los municipios de Teyá al oeste, Vilasar de Dalt al este y Premiá de Mar al sur. Los núcleos de población más importantes próximos son Mataró, como capital de la comarca, y Barcelona.

### Medio ambiente
El territorio es ocupado en una buena parte por bosques de pinos y encinas. También podemos encontrar robles e incluso avellanos en los fondos y arroyos más húmedos en las umbrías. Cuenta como punto más alto con la cima de San Mateo (499 metros).

### Comunicaciones
Premiá de Dalt está comunicado por carretera con Premiá de Mar y San Ginés de Vilasar, dispone además de líneas regulares de autobús que unen el pueblo con los pueblos vecinos, como por ejemplo Premiá de Mar, donde se puede tomar el tren. Premiá de Dalt está también comunicado por autopista, concretamente la autopista C-32 tiene una salida a la localidad.

## Historia
Se calcula que el primer antecedente histórico de lo que hoy es Premiá de Dalt data de finales del siglo V a. C. y fue un poblado fundado por los layetanos. Actualmente se conservan restos de un poblado ibérico en el Turó de la Cadira del Bisbe que data de los siglos V y I a. C..
Más adelante los romanos establecieron una vila, la Vila Primiliana, de la cual deriva el nombre actual de Premiá.
Hasta el siglo XIII la villa era conocida como Santa Anastasia, a partir de entonces fue conocida como San Pedro de Premiá. A principios de los años 1980 se cambió de nombre oficialmente a Premià de Dalt.
La actual villa de Premiá de Dalt no ocupa todo el territorio que anteriormente abarcaba, anteriormente el municipio llegaba hasta el mar, pero en 1836 su barrio marítimo se segregó, formando lo que hoy es Premiá de Mar.
A partir de los años 1960 Premiá de Dalt empezó a sufrir el cambio más importante de su historia con la construcción de residencias de veraneo, esta construcción sigue hoy día pero ya no enfocada a casas de verano sino a residencias para personas que viven en Premiá pero trabajan en Barcelona.

## Demografía
Premiá de Dalt cuenta con una población de 10 594 habitantes (INE 2024).
| Gráfica de evolución demográfica de Premiá de Dalt entre 1842 y 2021 |
| |
| Población de derecho según los censos de población del INE. Población de hecho según los censos de población del INE.En estos censos se denominaba San Pedro de Premiá: 1842, 1857, 1860, 1877, 1887, 1897, 1900, 1910, 1920, 1930, 1940, 1950, 1960, 1970 y 1981. |

La siguiente tabla y gráfico muestran la evolución de la población de Premiá de Dalt desde 1497, primer año del que se disponen datos gracias al fogaje, un impuesto que se empezó a cobrar en época de Pedro IV de Aragón, hasta la actualidad.
| 1497 | 1515 | 1553 | 1717 | 1787 | 1857 | 1877 | 1887 | 1900 |
| ---- | ---- | ---- | ---- | ---- | ---- | ---- | ---- | ---- |
| 41   | —    | 50   | 159  | 1129 | 1482 | 1248 | 1085 | 1199 |

| 1910 | 1920 | 1930 | 1940 | 1950 | 1960 | 1970 | 1981 | 1990 |
| ---- | ---- | ---- | ---- | ---- | ---- | ---- | ---- | ---- |
| 1055 | 1026 | 1028 | 1125 | 1134 | 1501 | 3037 | 5209 | 6121 |

| 1992 | 1994 | 1996 | 1998 | 2000 | 2002 | 2004 | 2006 | — |
| ---- | ---- | ---- | ---- | ---- | ---- | ---- | ---- | - |
| 6659 | 7268 | 7774 | 8043 | 8869 | 9356 | 9703 | 9890 | — |

### Distribución de la población
La población de Premiá de Dalt se distribuye por los respectivos barrios del municipio de la forma que se puede apreciar en la siguiente tabla.
| Barrio                   | Habitantes |
| ------------------------ | ---------- |
| Núcleo Antiguo           | 2452       |
| Barrio del Remei-Castell | 1596       |
| La Cisa                  | 213        |
| La Floresta              | 1811       |
| Puig de Pedra-Sot del Pi | 498        |
| Santa Anna-Tió           | 2.621      |
| Diseminados              | 35         |
| Total                    | 9226       |

## Economía
Las principales actividades económicas de Premiá de Dalt son las relacionadas con fabricación de material de construcción, otro sector importante pero en franca decadencia es el textil. En agricultura se ha especializado en el cultivo de flores y plantas ornamentales en invernadero.
| Gráfica de evolución de la deuda viva del ayuntamiento en miles de euros entre 2010 y 2015 |
|                                                                                            |
| Deuda viva del ayuntamiento según datos de .                                               |

La deuda viva municipal por habitante en 2015 ascendía a 101,00 €.

## Administración y política

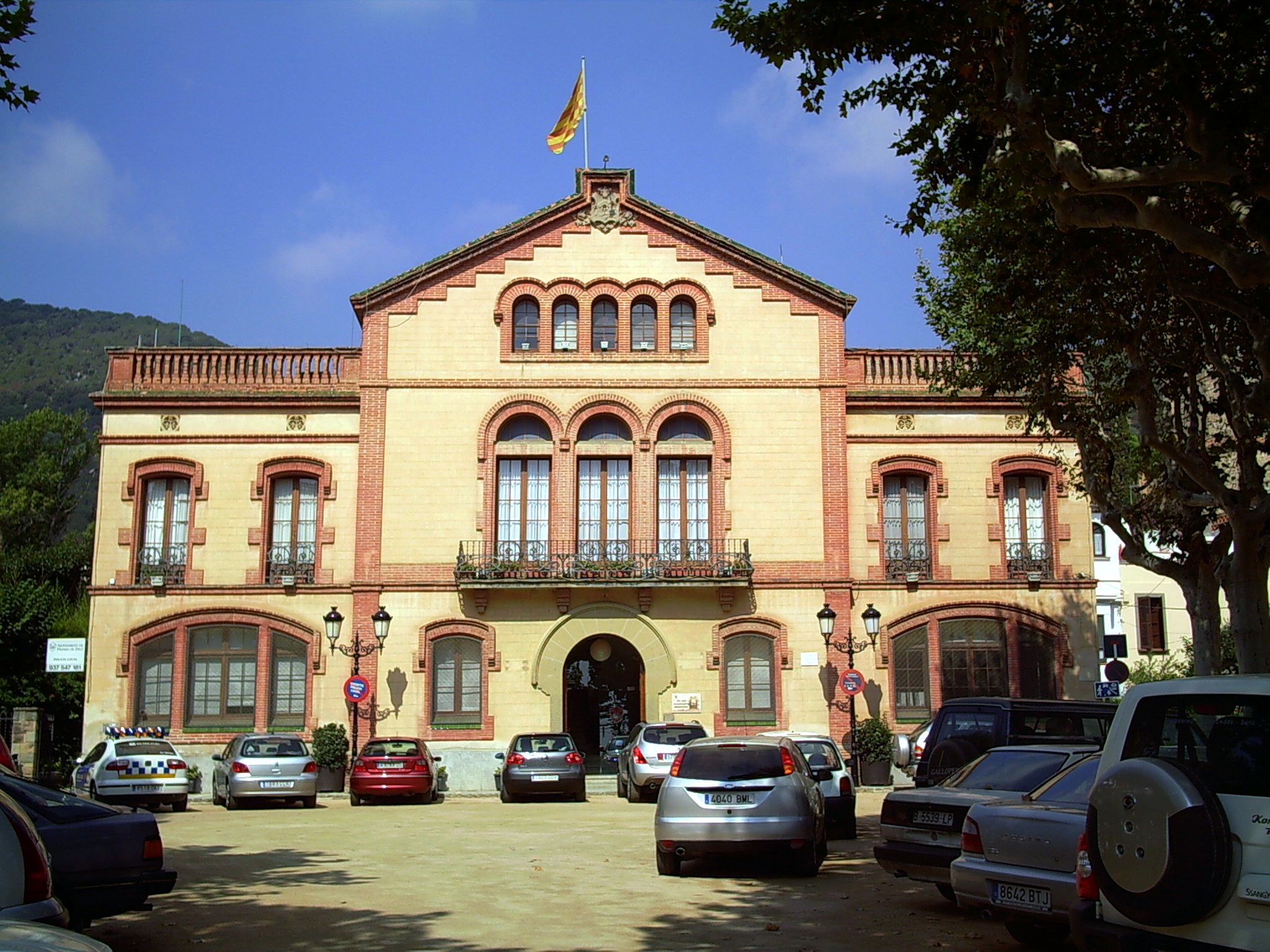
Ayuntamiento de Premiá de Dalt, obra de 1914 de Bonaventura Bassegoda

### Gobierno municipal
| Alcalde                      | Años de gobierno |
| ---------------------------- | ---------------- |
| Josep Triadó i Bergés (CiU)  | 2015             |
| Joan Baliarda i Sardà (CiU)  | 2007- 2015       |
| Sebastià Pujol i Puig (ERC)  | 2005- 2007       |
| Joan Baliarda i Sardà ( CiU) | 1995- 2005       |
| Manuel Rodríguez Muñoz (CiU) | 1979- 1994       |

## Servicios

### Educación
- Públicos
  - Guardería Cristòfor Ferrer
  - Guardería Santa Anna-Tió
  - CEIP Marià Manent, educación infantil
  - CEIP Santa Anna, educación infantil
  - IES Valerià Pujol i Bosch, educación secundaria.
  - Escuela de Música Municipal

- Privados
  - Escuelas Betlem
  - Escuela Krisol Waldorf Steiner (hasta 6a clase de primaria)

### Instalaciones deportivas
Premiá de Dalt dispone al lado de la carretera que une Premiá con la autopista C-32 de una serie de edificaciones para practicar deporte, como campo de fútbol de hierba artificial, un polideportivo donde se puede practicar, baloncesto, fútbol sala, balonmano, campos de vóley playa, una pista de BTT, etc.

## Cultura
La principal entidad cultural de Premià de Dalt es la Societat Cultural Sant Jaume.

### Monumentos

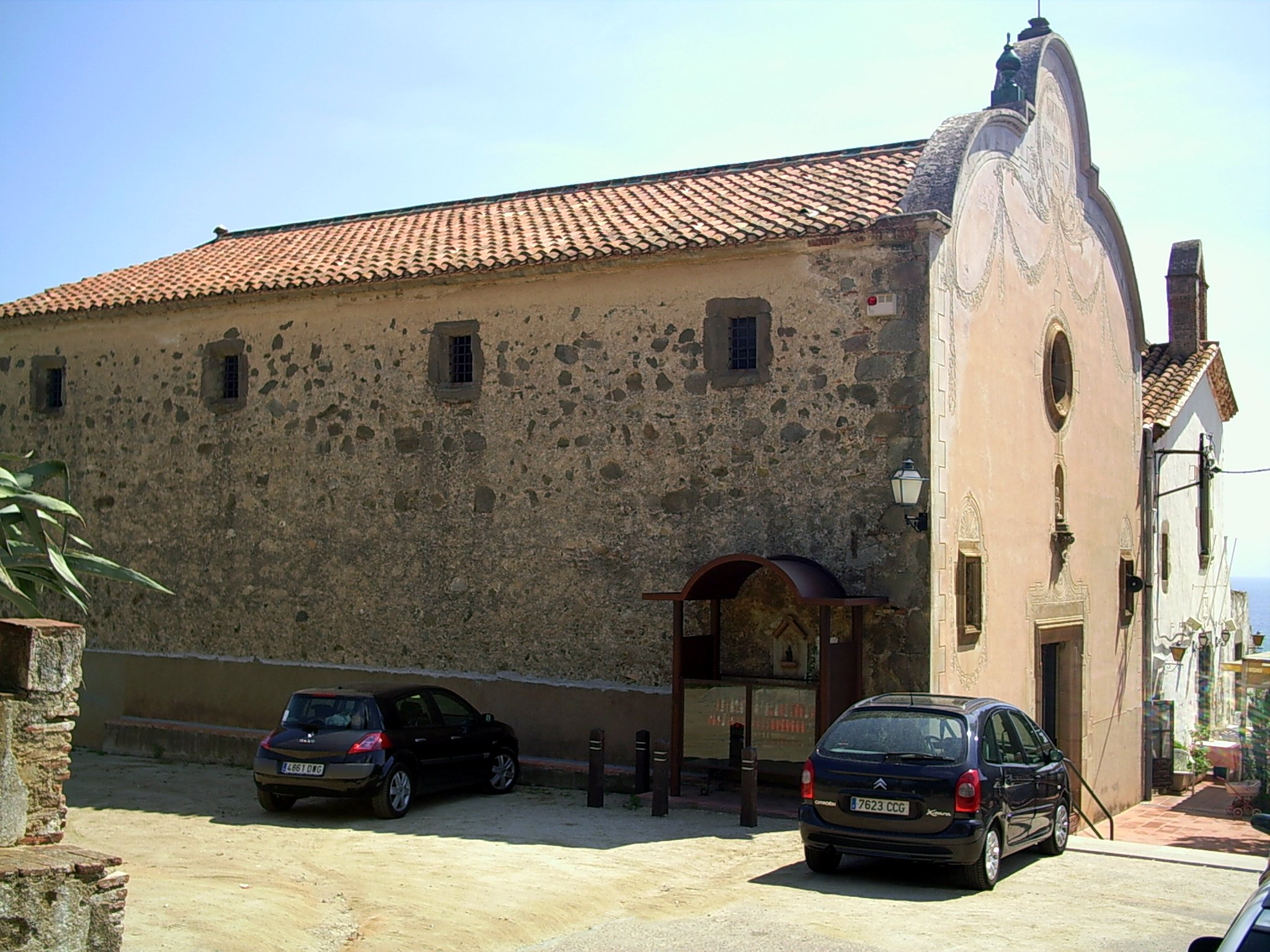
Santuario de la Cisa, del, de estilo barroco

- Iglésia de San Pedro de estilo gótico tardío.
- Ermita románica de Sant Mateu
- Santuario de la Mare de Déu de La Cisa, en el límite municipal con San Ginés de Vilasar.

### Fiestas
Premiá de Dalt celebra su fiesta mayor el 29 de junio, día de San Pedro.
Diversas grupos locales organizan festivales durante diversas épocas del año como es el festival Divertit en Semana Santa o el Carnaval el último domingo del mes de agosto.
| Mes        | Fiesta                                                                                       |
| ---------- | -------------------------------------------------------------------------------------------- |
| Enero      | Ninguna                                                                                      |
| Febrero    | Ninguna                                                                                      |
| Marzo      | Ninguna                                                                                      |
| Abril      | Ninguna                                                                                      |
| Mayo       | - 1 de mayo: Romería en el santuario de la Cisa - Fiestas del Rocío.                         |
| Junio      | - 29 de junio: Fiesta Mayor de San Pedro - 23 de junio: Verbena de San Juan en SC Sant Jaume |
| Julio      | - Festivales de Música del Maresme                                                           |
| Agosto     | - Festivales de Música del Maresme                                                           |
| Septiembre | - Domingo más cercano al 21 de septiembre: Romería de Sant Mateu                             |
| Octubre    | Festes del Barri del Remei                                                                   |
| Noviembre  | Ninguna                                                                                      |
| Diciembre  | Ninguna                                                                                      |

## Personas destacadas
- Valerià Pujol i Bosch.
- José Ríos Ortega, atleta.